# 2006年トリノオリンピックのオランダ選手団
2006年トリノオリンピックのオランダ選手団（2006ねんトリノオリンピックのオランダせんしゅだん）は、2006年2月10日から2月26日までイタリアのトリノで開催された2006年トリノオリンピックのオランダ選手団、およびその競技結果。

## 概要
今大会は、金メダル3個、銀メダル2個、銅メダル4個の合計9個のメダルを獲得した。

## メダル
| メダル | 選手名                                                                                             | 競技             | 種目               |
| ------ | -------------------------------------------------------------------------------------------------- | ---------------- | ------------------ |
| 金     | マリアンヌ・ティメル                                                                               | スピードスケート | 女子1000m          |
| 金     | イレイン・ブスト                                                                                   | スピードスケート | 女子3000m          |
| 金     | ボブ・デヨング                                                                                     | スピードスケート | 男子10000m         |
| 銀     | レナテ・フルーネウォルト                                                                           | スピードスケート | 女子3000m          |
| 銀     | スベン・クラマー                                                                                   | スピードスケート | 男子5000m          |
| 銅     | エルベン・ベンネマルス                                                                             | スピードスケート | 男子1000m          |
| 銅     | イレイン・ブスト                                                                                   | スピードスケート | 女子1500m          |
| 銅     | カール・フェルハイエン                                                                             | スピードスケート | 男子10000m         |
| 銅     | スベン・クラマー マルク・タイテルト カール・フェルハイエン リンツェ・リツマ エルベン・ベンネマルス | スピードスケート | 男子団体パシュート |